# Севиньи-ла-Форе
Севиньи́-ла-Форе́ (фр. Sévigny-la-Forêt) — коммуна во Франции, находится в регионе Шампань — Арденны. Департамент — Арденны. Входит в состав кантона Рокруа. Округ коммуны — Шарлевиль-Мезьер.
Код INSEE коммуны — 08417.
Коммуна расположена приблизительно в 195 км к северо-востоку от Парижа, в 105 км севернее Шалон-ан-Шампани, в 21 км к северо-западу от Шарлевиль-Мезьера.

## Население
Население коммуны на 2008 год составляло 249 человек.
| 1962 | 1968 | 1975 | 1982 | 1990 | 1999 | 2008 |
| ---- | ---- | ---- | ---- | ---- | ---- | ---- |
| 163  | 176  | 139  | 147  | 191  | 200  | 249  |

## Администрация
| Период | Период | Фамилия        | Партия | Должность |
| ------ | ------ | -------------- | ------ | --------- |
| 1971   | 1989   | Андре Дапремон | SE     |           |
| 1989   | 2008   | Реймон Дени    | SE     |           |
| 2008   |        | Марис Кук      | SE     |           |

## Экономика
В 2007 году среди 153 человек в трудоспособном возрасте (15—64 лет) 106 были экономически активными, 47 — неактивными (показатель активности — 69,3 %, в 1999 году было 72,7 %). Из 106 активных работали 98 человек (53 мужчины и 45 женщин), безработных было 8 (4 мужчины и 4 женщины). Среди 47 неактивных 13 человек были учениками или студентами, 20 — пенсионерами, 14 были неактивными по другим причинам.

## Фотогалерея

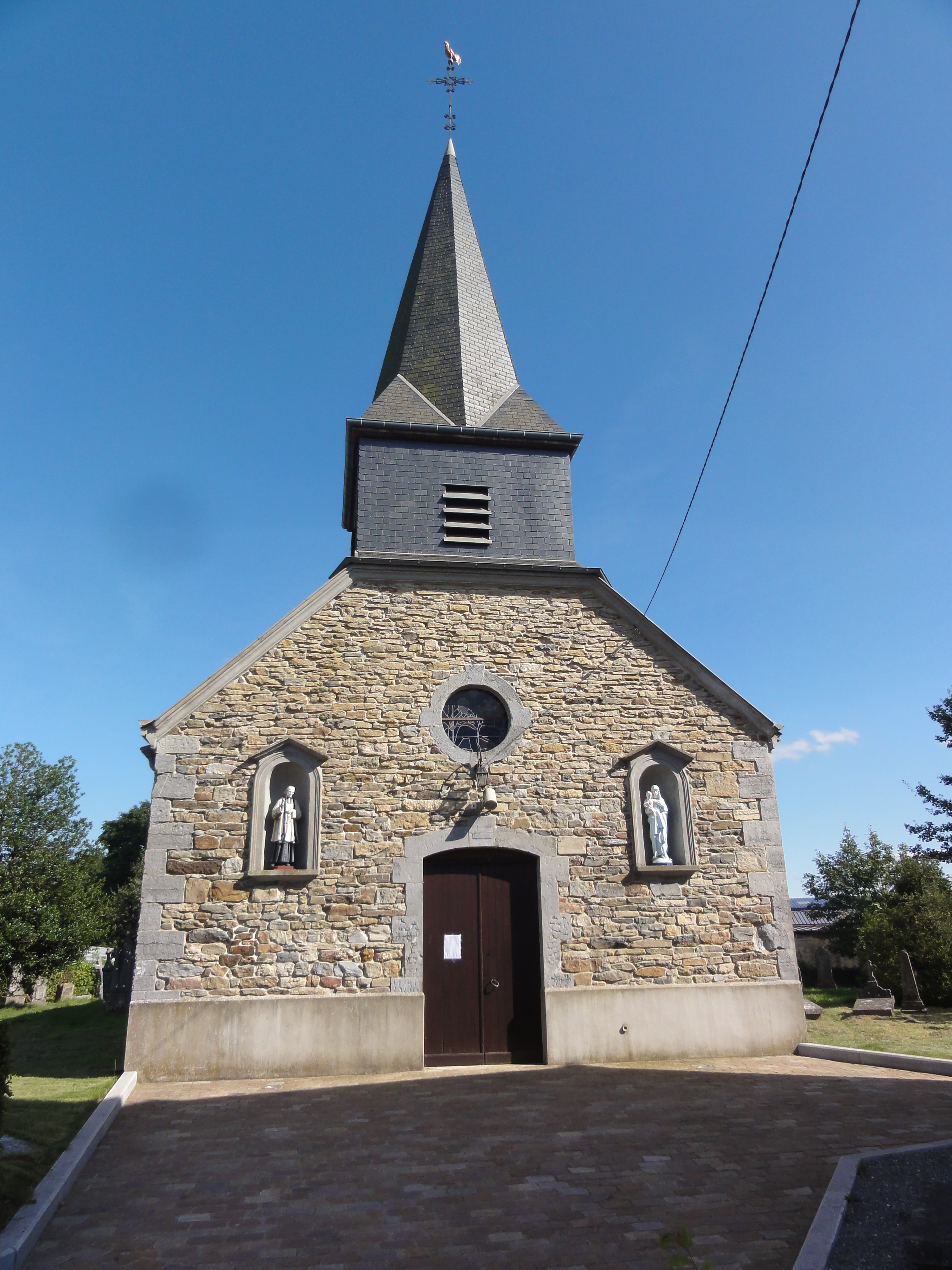
Церковь
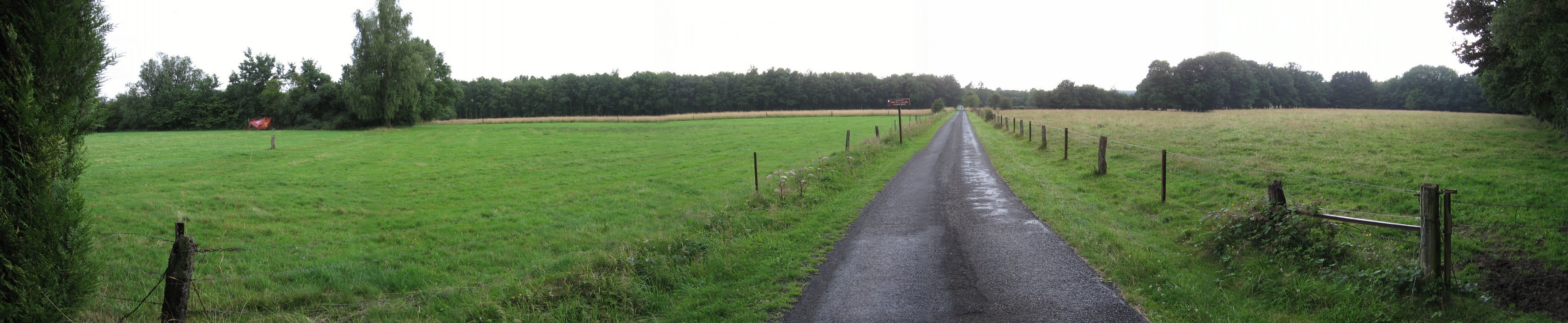
Панорама места битвы при Рокруа
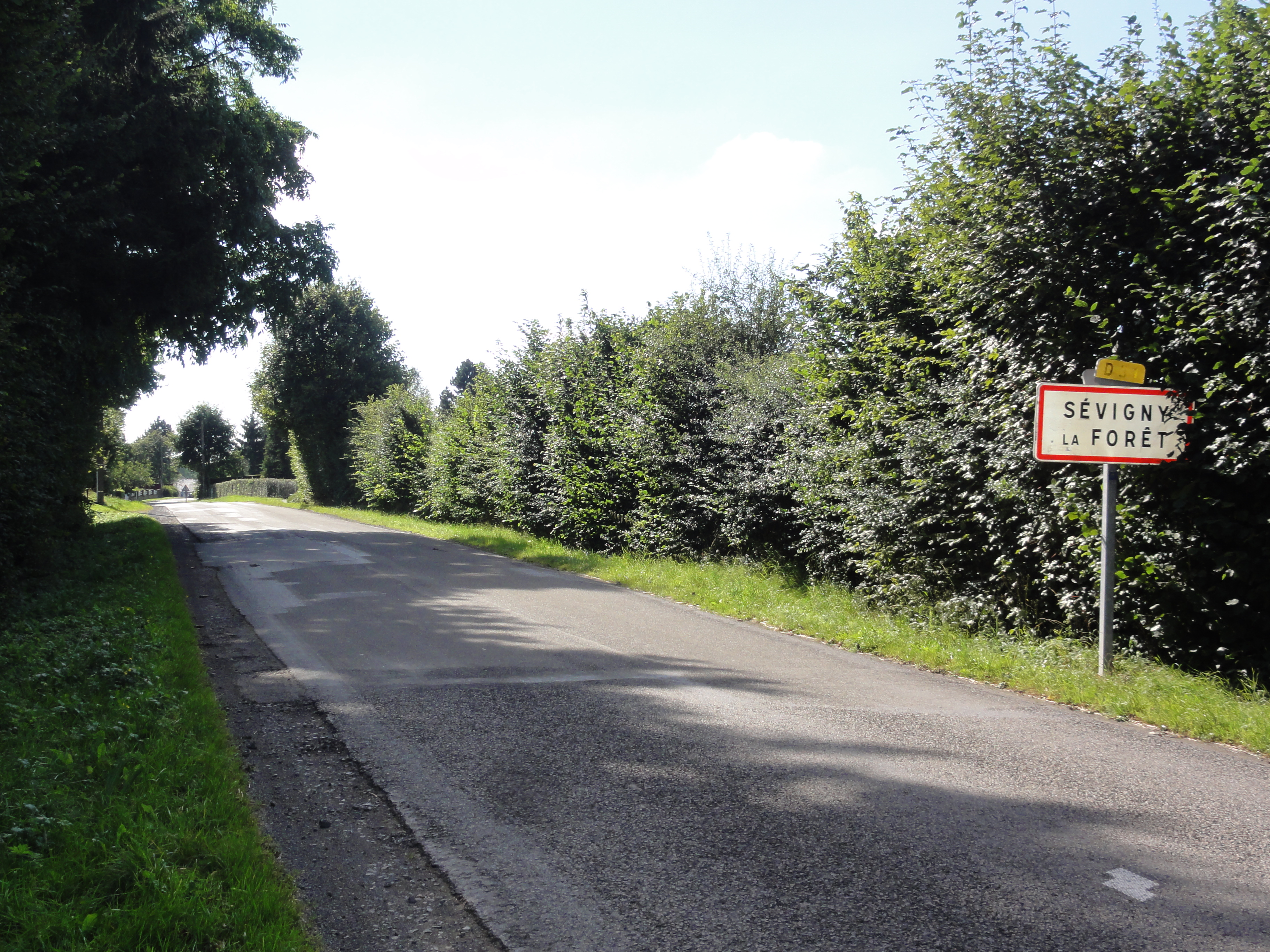
Въезд в Севиньи-ла-Форе
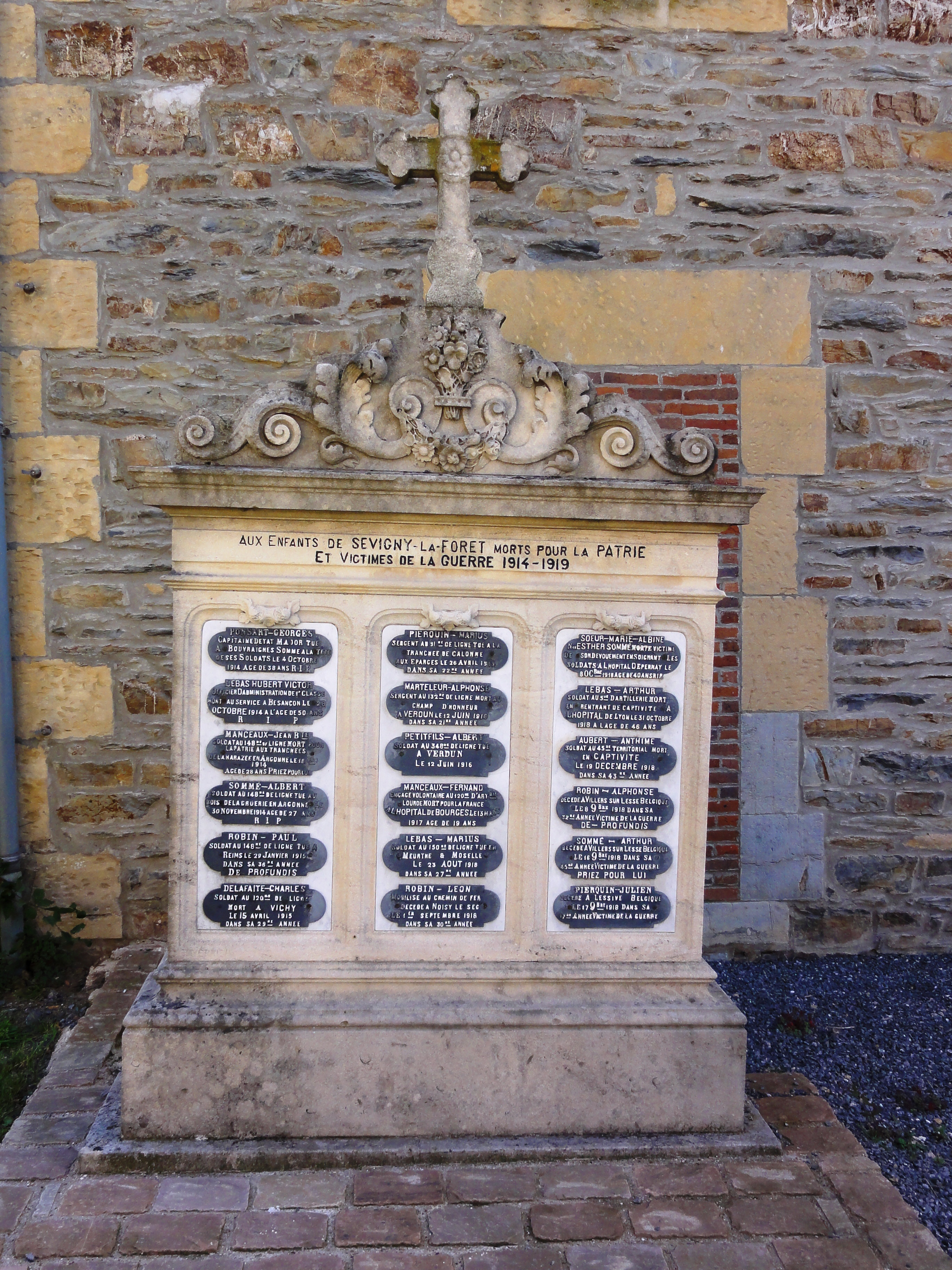
Памятник погибшим в Первой мировой войне